# Roystonea stellata
Roystonea stellata es una especie de palma extinta, también denominada palma blanca, que fue endémica de Yagruma en la región Maisí de la provincia de Guantánamo al este de Cuba. Esta especie es conocida únicamente por la colección del botánico francés Frère León en 1939.

## Descripción
Roystonea stellata era una palma grande, con un tronco blanco-grisáceo, frecuentemente abombado y de 15 m de alto. La bráctea de la inflorescencia medía 1,2 m de largo, y era menor que la vaina foliar. 
La vaina foliar constaba de unas 12-15 hojas. Las flores masculinas eran de color blanco y el fruto elipsoideo de 0,9-1,1 cm de largo y 8-9 mm de diámetro, y de color negro-purpúreo.

## Taxonomía
Roystonea stellata fue descrita por Hermano León y publicado en Memorias de la Sociedad Cubana de Historia Natural "Felipe Poey" 17: 11. 1943.
Etimología
Ver: Roystonea
stellata: epíteto latín que significa "estrellado".